# 1955年の大洋ホエールズ
1955年の大洋ホエールズでは、1955年の大洋ホエールズの動向をまとめる。
この年の大洋ホエールズは、藤井勇が1年だけ選手兼任で監督を務めたシーズンである。

## 概要
前シーズン終了後に松竹が球団経営から撤退したため、チーム名が3シーズンぶりに「大洋ホエールズ」に戻された。また、川崎球場を本拠地とした最初のシーズンでもある。4月は借金3とまずまずだったものの、5月以降は負けが込み6月に9連敗を喫して借金15で最下位に転落。7月には球団記録タイ（2回目は2008年）の14連敗を喫すると、8月に11連敗、9月に8連敗を喫すると5球団に突き放され2年連続の最下位。この年から打者有利の川崎球場が本拠地になったこともあり投手陣は被安打リーグ2位、与四球・失点・暴投がリーグワーストを記録した。打撃陣は本塁打・得点・安打などでリーグ最下位に終わり、チーム打率も.209の最下位と貧打にあえいだ。結局優勝した巨人には60ゲーム以上の差をつけられ、5位の国鉄には対戦成績で健闘したものの27ゲームも離された。シーズン終了後、選手兼任の藤井監督は1年で辞任し選手に復帰。後任には迫畑正巳が就任した。対戦成績では優勝の巨人には同一カード9連敗を喫して4勝22敗、前年日本一の中日には同一カード19連敗を喫するなど3勝23敗と、両球団にカモにされた。この年からユニフォームはロサンゼルス・ドジャース風のスタイルに変更され、胸ロゴも「Whales」に変更された。

## チーム成績

### レギュラーシーズン
| 1 | 左 | 新井竜郎   |
| 2 | 遊 | 引地信之   |
| 3 | 中 | 青田昇     |
| 4 | 三 | 手塚明治   |
| 5 | 一 | 目時富士雄 |
| 6 | 捕 | 楠拡応     |
| 7 | 右 | 椙本勝     |
| 8 | 投 | 権藤正利   |
| 9 | 二 | 南温平     |

| 順位 | 4月終了時 | 4月終了時 | 5月終了時 | 5月終了時 | 6月終了時 | 6月終了時 | 7月終了時 | 7月終了時 | 8月終了時 | 8月終了時 | 9月終了時 | 9月終了時 | 最終成績 | 最終成績 |
| ---- | --------- | --------- | --------- | --------- | --------- | --------- | --------- | --------- | --------- | --------- | --------- | --------- | -------- | -------- |
| 1位  | 大阪      | --        | 巨人      | --        | 巨人      | --        | 巨人      | --        | 巨人      | --        | 巨人      | --        | 巨人     | --       |
| 2位  | 巨人      | 0.0       | 中日      | 3.5       | 大阪      | 9.0       | 中日      | 5.5       | 中日      | 7.5       | 中日      | 15.5      | 中日     | 15.0     |
| 3位  | 中日      | 0.5       | 大阪      | 6.0       | 中日      | 9.0       | 大阪      | 14.5      | 大阪      | 17.5      | 大阪      | 18.5      | 大阪     | 20.5     |
| 4位  | 国鉄      | 4.0       | 国鉄      | 10.0      | 国鉄      | 17.0      | 国鉄      | 21.5      | 国鉄      | 25.5      | 広島      | 32.0      | 広島     | 33.5     |
| 5位  | 大洋      | 4.0       | 大洋      | 12.0      | 広島      | 23.0      | 広島      | 23.5      | 広島      | 28.5      | 国鉄      | 32.5      | 国鉄     | 34.5     |
| 6位  | 広島      | 6.5       | 広島      | 13.5      | 大洋      | 26.0      | 大洋      | 35.0      | 大洋      | 46.0      | 大洋      | 53.0      | 大洋     | 61.5     |

| 順位 | 球団             | 勝 | 敗 | 分 | 勝率 | 差   |
| 1位  | 読売ジャイアンツ | 92 | 37 | 1  | .713 | 優勝 |
| 2位  | 中日ドラゴンズ   | 77 | 52 | 1  | .597 | 15.0 |
| 3位  | 大阪タイガース   | 71 | 57 | 2  | .555 | 20.5 |
| 4位  | 広島カープ       | 58 | 70 | 2  | .453 | 33.5 |
| 5位  | 国鉄スワローズ   | 57 | 71 | 2  | .445 | 34.5 |
| 6位  | 大洋ホエールズ   | 31 | 99 | 0  | .238 | 61.5 |

## オールスターゲーム
| ファン投票 | 選出なし |
| 監督推薦   | 青田昇   |

## できごと
- 6月22日 - 大洋対阪神戦（川崎）が5回表に停電でノーゲームに[3]
- 7月6日 - 青田昇が日本プロ野球通算200本塁打、史上2人目[3]
- 7月23日 - 対読売ジャイアンツ戦（後楽園球場）でセ・リーグ記録を更新する14連敗[3]
- 7月27日 - 本拠地の川崎球場で12連敗で、本拠地連敗記録の日本プロ野球記録を更新[4]。
- 10月26日 - 監督に迫畑正巳が就任[3]。

## 表彰選手
| リーグ・リーダー |
| ---------------- |
| 受賞者なし       |

| ベストナイン |
| ------------ |
| 選出なし     |